# Jugus
Jugus – kompleks skoczni narciarskich w rosyjskiej miejscowości Mieżdurieczensk. Kompleks otwarto w połowie 1950, jako podstawowy obiekty treningowy w Rosji. W 2001 obiekty zostały wyremontowane, aby umożliwiały bezpieczne oddawanie skoków. W 2005 skocznie K90, K60, K40, K15 wyposażono w igelit. Dmitrij Wasiljew uzyskał odległość 145 metrów, jednak tegoż skoku nie ustał. W chwili obecnej obiekty są w niezłym stanie technicznym, umożliwiając bezpieczne skoki.